# Еспаньйол
Королі́вський спорти́вний клуб «Еспаньйо́л» (Барсело́на) (кат. Reial Club Deportiu Espanyol de Barcelona) — спортивний клуб з Барселони, Каталонія, Іспанія. Заснований 28 жовтня 1900 року.
Найбільш відомий своєю футбольною командою. Попри те, що «Еспаньйол» завжди поступався «Барселоні», він є шостою за успішністю командою Іспанії.

## Домашня арена футбольного клубу
Після зносу легендарного клубного стадіону Сарріа (Estadi de Sarrià) (1923-1997) дванадцять сезонів домашньою ареною команди був Олімпійський стадіон Барселони. Проте в 2009 команда отримала новий клубний стадіон «Корнелья-Ель-Прат» в Корнельї-де-Льобрегат, що відкрився 2 серпня товариським матчем з Ліверпулем, в якому "папуги" святкували переконливу перемогу з рахунком 3:0. В історично першому матчі на новому стадіоні взяв участь український футболіст Андрій Воронін, який грав за Ліверпуль.

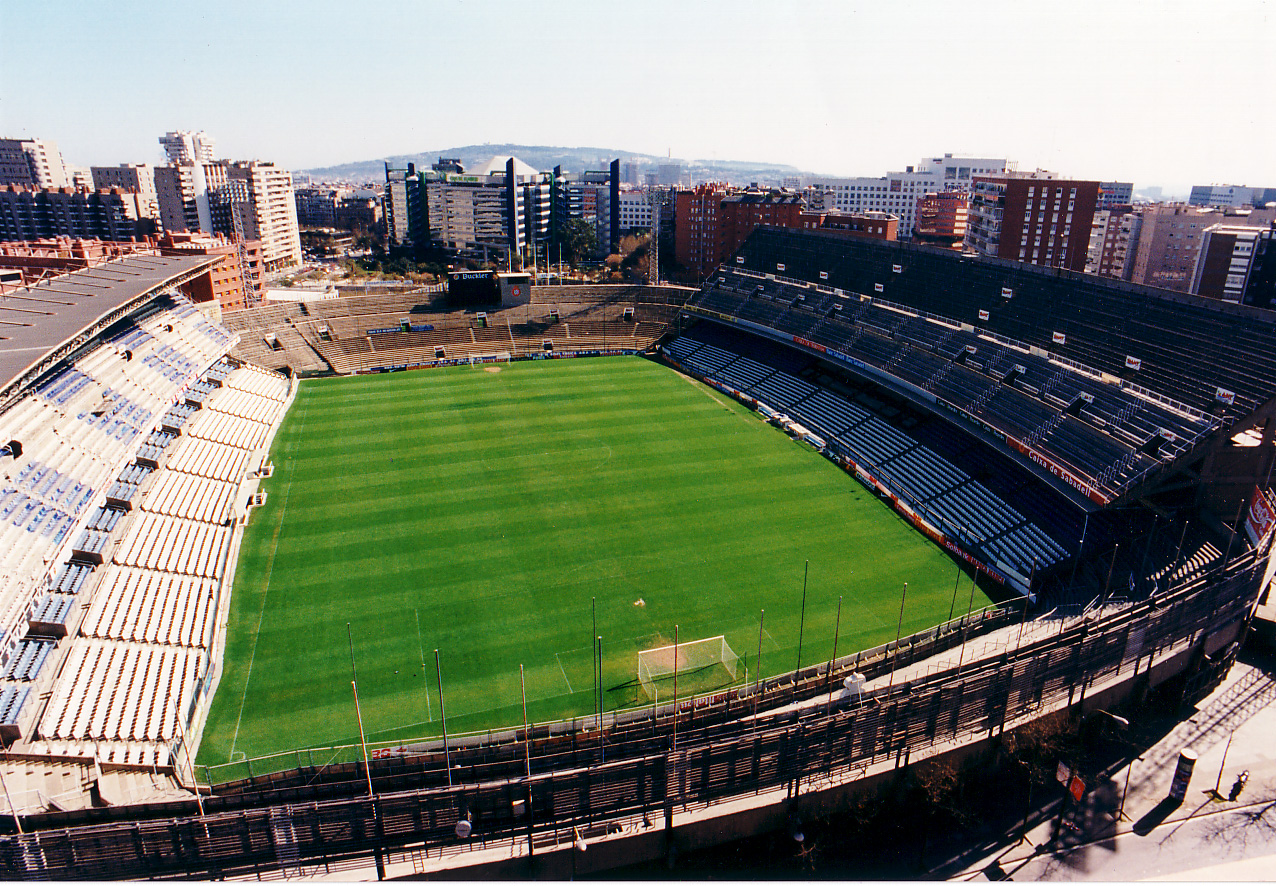
Легендарний стадіон "Sarria" (1923-1997)
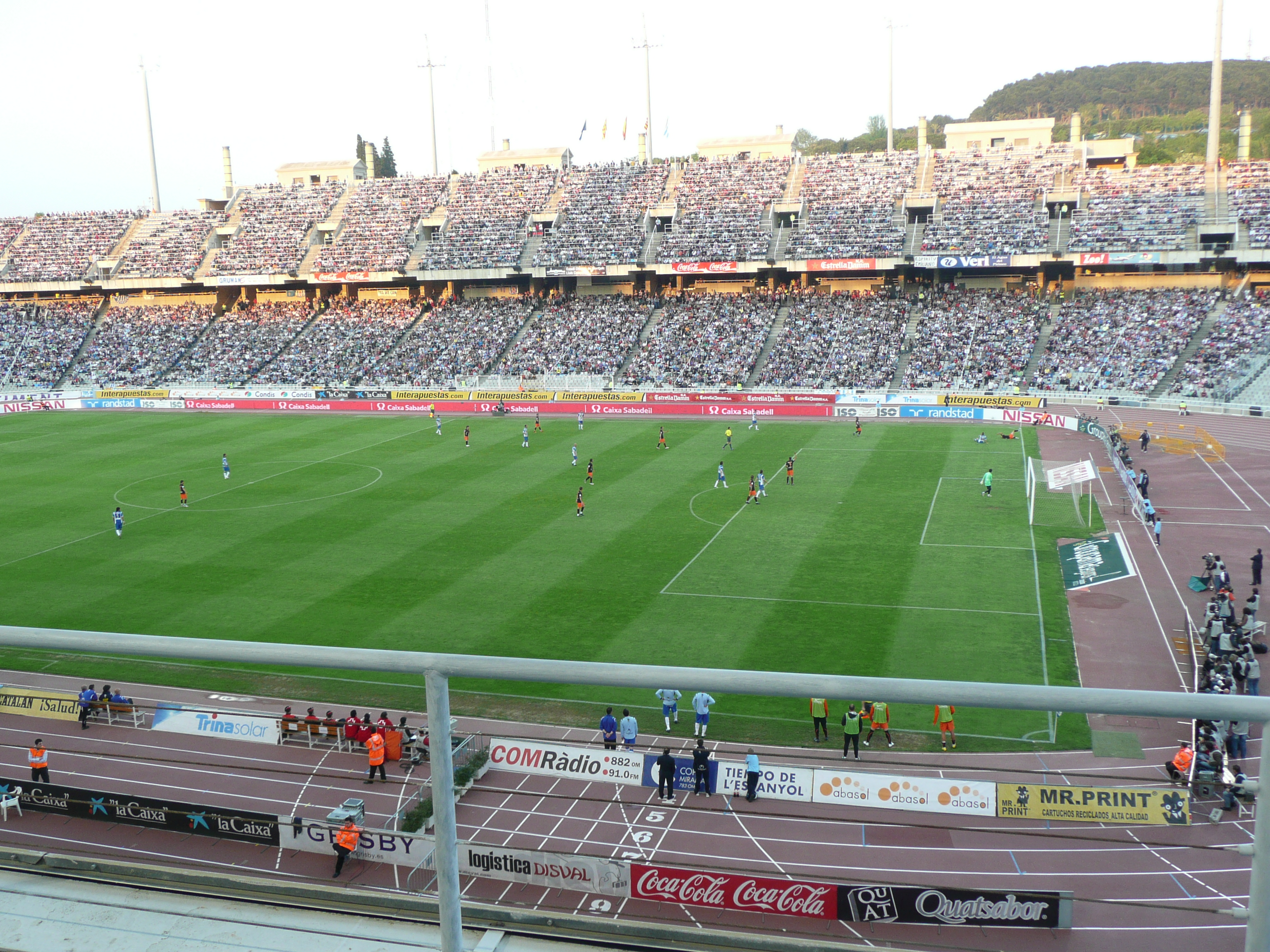
Олімпійський стадіон ім. Люїса Кумпаньша (1997-2009)
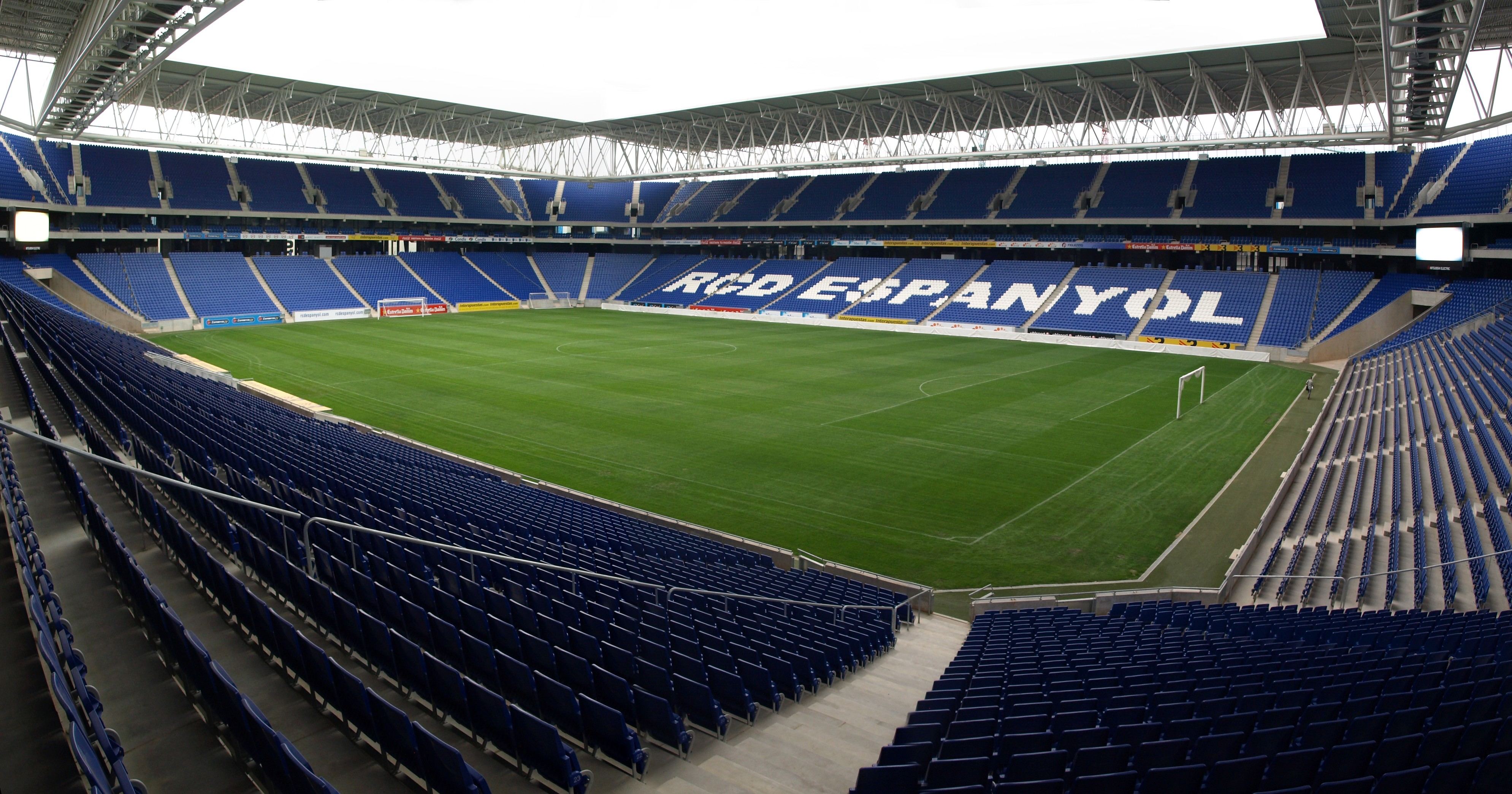
Нова клубна арена "Корнелья-Ель-Прат" (з 02.08.2009)

## Трофеї

### Футбол
Прімера:
- Бронзовий призер (4): 1932-33, 1966-67, 1972-73, 1986-87

Кубок Іспанії:
- Володар (4): 1928-29, 1940, 1999-2000, 2005-06
- Фіналіст (5): 1911, 1915, 1941, 1947, 1957

 Чемпіонат Каталонії:
- Чемпіон (12): 1903, 1903-04, 1905-06, 1906-07, 1907-08, 1911-12, 1914-15, 1917-18, 1928-29, 1932-33, 1936-37, 1939-40

Кубок Каталонії:
- Володар (6):  1994-95, 1995-96, 1998-99, 2005-06, 2009-10, 2010-11

Кубок УЄФА:
- Фіналіст (2): 1987–88, 2006-07

### Жіночий футбол
- Чемпіонат Іспанії
  - 2005/06
- Кубок Іспанії
  - 2005/06

### Чоловічий баскетбол
- Кубок Іспанії
  - 1: 1941

### Жіночий баскетбол
- Кубок Іспанії
  - 1: 1943
- Чемпіонат Каталонії
  - 1: 1981

### Ролеркей
- Кубок Іспанії
  - 1944, 1947, 1948, 1949, 1951, 1954, 1955, 1956, 1957, 1961, 1962: 11

### Жіночий волейбол
- Чемпіонат Іспанії
  - 3: 1985, 1988, 1991
- Кубок Іспанії
  - 4: 1985, 1986, 1990, 1992

## Склад команди
Станом на 14 жовтня 2024
| №  | Поз. | Нац.      | Гравець               |
| -- | ---- | --------- | --------------------- |
| 1  | ВР   | Іспанія   | Хоан Гарсія           |
| 3  | ЗХ   | Іспанія   | Серхі Гомес (капітан) |
| 4  | ЗХ   | Албанія   | Мараш Кумбулла        |
| 5  | ЗХ   | Іспанія   | Фернандо Калеро       |
| 6  | ЗХ   | Уругвай   | Леандро Кабрера       |
| 7  | НП   | Іспанія   | Хаві Пуадо            |
| 8  | ПЗ   | Іспанія   | Еду Еспосіто          |
| 9  | НП   | Аргентина | Алехо Веліс           |
| 10 | ПЗ   | Іспанія   | Поль Лосано           |
| 11 | НП   | Іспанія   | Пере Мілья            |
| 12 | ЗХ   | Іспанія   | Альваро Техеро        |
| 13 | ВР   | Іспанія   | Фернандо Пачеко       |

| №  | Поз. | Нац.      | Гравець         |
| -- | ---- | --------- | --------------- |
| 14 | ЗХ   | Іспанія   | Браян Оліван    |
| 15 | ПЗ   | Іспанія   | Хосе Грагера    |
| 16 | НП   | Марокко   | Валід Шеддіра   |
| 17 | НП   | Іспанія   | Хофре Каррерас  |
| 18 | ПЗ   | Іспанія   | Альваро Агуадо  |
| 19 | ПЗ   | Іспанія   | Сальві Санчес   |
| 20 | ПЗ   | Чехія     | Алекс Крал      |
| 22 | ЗХ   | Іспанія   | Карлос Ромеро   |
| 23 | ЗХ   | Марокко   | Омар Ель-Хілялі |
| 24 | НП   | Франція   | Ірвін Кардона   |
| 31 | ПЗ   | Іспанія   | Антоніо Рока    |
| 37 | НП   | Туреччина | Наджи Унювар    |

## Відомі гравці
- Іван де ла Пенья
- Рауль Тамудо
- Даніель Харке
- Карлос Камені
- Стів Фіннен